# Красники, Лиридон
Лиридон Красники (алб. Liridon Krasniqi; род. 1 января 1992 года, Витина) — косоварский и малайзийский футболист, полузащитник клуба «Джохор», выступающий на правах аренды за «Тренган», и национальной сборной Малайзии.

## Клубная карьера
Лиридон Красники занимался футболом в немецком «Нюрнберге», а затем в пражской «Славии». В начале 2010 года он стал игроком чешского клуба «Млада-Болеслав». За этот клуб он дебютировал на профессиональном уровне, 14 мая 2011 года выйдя на замену в домашнем поединке против команды «Яблонец».
Летом 2013 года Красники стал игроком турецкого клуба «Анкараспор», который тут же отдал его в аренду команде турецкой Первой лиги «Фетхиеспор». В сезоне 2013/14 Красники впервые в своей карьере постоянно играл за свою команду на профессиональном уровне, но не сумел помочь «Фетхиеспору» сохранить по итогам турнира своё место в Первой лиге.

## Статистика выступлений

### В сборной
| Матчи и голы Лиридона Красники за сборную Косова | Матчи и голы Лиридона Красники за сборную Косова | Матчи и голы Лиридона Красники за сборную Косова   | Матчи и голы Лиридона Красники за сборную Косова | Матчи и голы Лиридона Красники за сборную Косова | Матчи и голы Лиридона Красники за сборную Косова | Матчи и голы Лиридона Красники за сборную Косова |
| №                                                | Дата                                             | Место проведения                                   | Соперник                                         | Счёт                                             | Голы                                             | Соревнование                                     |
| ------------------------------------------------ | ------------------------------------------------ | -------------------------------------------------- | ------------------------------------------------ | ------------------------------------------------ | ------------------------------------------------ | ------------------------------------------------ |
| 1                                                | 5 марта 2014                                     | Олимпийский стадион Адем Яшари, Косовска-Митровица | Гаити                                            | 0:0                                              | —                                                | Товарищеский матч                                |
| 2                                                | 25 мая 2014                                      | Стад де Женев, Женева                              | Сенегал                                          | 1:3                                              | —                                                | Товарищеский матч                                |
| 3                                                | 10 октября 2015                                  | Городской стадион, Приштина                        | Экваториальная Гвинея                            | 2:0                                              | —                                                | Товарищеский матч                                |

Итого: 3 матча / 0 голов; eu-football.info.